# Juan de Arguinao
Juan de Dios de Arguinao y Gutiérrez, OP (abril de 1588 - 5 de outubro de 1678) foi um prelado da Igreja Católica no Vice-Reino do Peru. Serviu como bispo de Santa Cruz de la Sierra de 1646 a 1659, e como arcebispo de Santafé em Nueva Granada (atual Bogotá) de 1659 até à sua morte em 1678.

## Biografia
Arguinao y Gutiérrez nasceu em Lima, Vice-Reino do Peru, em abril de 1588. Ingressou na Ordem Dominicana em 24 de julho de 1602, fazendo sua profissão solene em 8 de maio de 1604 e sendo ordenado sacerdote provavelmente em 1613, por Dom Bartolomeu Lobo Guerrero, arcebispo de Lima.
No dia 10 de setembro de 1646, o Papa Inocêncio X nomeou Arguinao como bispo de Santa Cruz de la Sierra, onde hoje é a Bolívia. Recebeu a consagração episcopal em Lima, a 17 de novembro de 1647, por Dom Pedro de Villagómez Vivanco, arcebispo de Lima. Serviu lá até ser selecionado a 10 de julho de 1659 e confirmado a 10 de novembro daquele como arcebispo de Santafé en Nueva Granada (atual Arquidiocese de Bogotá, no que é hoje a Colômbia).
Arguinao serviu como arcebispo até à sua morte a 5 de outubro de 1678, em Bogotá, aos 90 anos.

## Linhagem episcopal
- Bispo Diego de Romano y Govea (1578)
- Arcebispo Bartolomé Lobo Guerrero (1597)
- Arcebispo Hernando de Arias y Ugarte (1614)
- Arcebispo Pedro de Villagómez Vivanco (1633)
- Arcebispo Juan de Arguinao y Gutiérrez (1647)

Enquanto bispo, Dom Arguinao também foi o consagrador principal de Luis Antonio de Castro y Castillo (1648), bispo de La Paz.